# Ambositrinae
Ambositrinae – podrodzina błonkówek z infrarzędu owadziarek i rodziny Diapriidae.

## Morfologia
Błonkówki drobnych rozmiarów. Spotyka się wśród nich gatunki długoskrzydłe, krótkoskrzydłe i bezskrzydłe, jak i takie o samcach długoskrzydłych, a samicach krótkoskrzydłych lub bezskrzydłych i myrmekomorficznych. Osobniki o zredukowanych skrzydłach mają również zredukowane lub całkiem zanikłe przyoczka. Głowa większości gatunków jest hipognatyczna. U samic biczyk czułka zbudowany jest z trzynastu członów, a u samców z dwunastu, z których drugi zwykle jest zmodyfikowany. U licznych gatunków między panewkami czułkowymi znajduje się wyrostek środkowy. Przednie jamki tentorialne są dobrze zaznaczone. Nie występują szwy subokularne. Tarczka śródtułowia zwykle ma pojedynczy dołek u podstawy, czasem przedzielony pośrodkową przegrodą, niekiedy przedłużoną ku tyłowi w żeberko. Mezopleury mają postać pojedynczych, dużych płytek. Pozatułów ma na wierzchu dwa żeberka boczne, a często też żeberko środkowe. Użyłkowanie przedniego skrzydła jest zredukowane, o niezamkniętej komórce radialnej, zwykle bardzo krótkiej żyłce marginalnej, a czasem o uwstecznionych żyłkach kostalnych. Z wyjątkiem dwóch rodzajów na metasomie samic widać pięć, a na metasomie samców sześć tergitów, gdyż tergity od drugiego do czwartego zlane są w syntergum. Tergity gastralne mają ostre krawędzie boczne i są gwałtownie podgięte na spód. Drugi sternit metasomy jest znacznie krótszy od trzeciego i oddzielony od niego głębokim szwem.

## Ekologia i występowanie
Owady te zamieszkują wilgotne i zacienione siedliska, głównie wilgotne lasy strefy umiarkowanej. Bytują w piętrze ściółki i wśród niskiej roślinności. Przypuszczalnie wszystkie są wewnętrznymi parazytoidami muchówek długoczułkich rozwijających się w glebie lub grzybach, w tym przedstawicieli bedliszkowatych, przy czym żywiciela potwierdzono tylko u jednego gatunku.
Podrodzina ma prawdopodobnie rodowód gondwański. Większość gatunków występuje w Ameryce Południowej, Australii, Nowej Gwinei i Nowej Zelandii, ale znane są też z wysp południowego zachodu Pacyfiku, Afryki i Madagaskaru

## Taksonomia
Takson ten wprowadzony został w 1961 roku przez Lubomíra Masnera. Zalicza się doń ponad 20 opisanych rodzajów:
- Acanthobetyla Dodd, 1926
- Aczelopria Fabritius, 1968
- Allobetyla Naumann, 1982
- Ambositra Masner, 1961
- Archaeopria Naumann, 1988
- Austroxylabis Naumann, 1982
- Betyla Cameron, 1889
- Diphoropria Kieffer, 1905
- Dissoxylabis Kieffer, 1909
- Fanis Ogloblin, 1965
- Gwaihiria Naumann, 1982
- Lathropria Ogloblin, 1965
- Maoripria Naumann, 1988
- Pantolytomyia Dodd, 1915
- Papuapria Naumann, 1987
- Parabetyla Brues, 1922
- Perissodryas Naumann, 1982
- Propsilomma Kieffer, 1916
- Riaworra Naumann, 1982
- Scianomas Naumann, 1982
- Zealaptera Naumann, 1988